# Prionyx crudelis
Prionyx crudelis (лат.) — вид роющих ос рода Prionyx из семейства Sphecidae. Афротропика и Палеарктика.

## Распространение
Африка и Азия. Маврикий, от Замбии до Ливии и Египта, Израиль, Сирия, Турция, ю.-з. бывш. СССР; Саудовская Аравия — Индия и Шри-Ланка.

## Описание
Осы крупных размеров (длина 2—3 см). Цвет черный; мандибулы иногда частично темно-бордовые; серебристое прижатое опушение на наличнике и лице до срединного оцеллуса и на поверхности переднеспинки; на лице также несколько более длинных прямых черных волосков; в других местах, особенно на висках, простернуме и проподеуме, черное (изредка несколько коричневато-черное) опушение; крылья желтые, с инфускатной вершиной в переднем крыле, жилки светло-коричневые. Усики самок 12-члениковые, у самцов состоят из 13 сегментов. Длина самок от 27 до 33 мм, самцы от 19 до 24 мм. Имеют длинную и узкую «талию» (петиоль — участок между грудью и брюшком).